# Uber Eats
Uber Eats är en amerikansk leveransplattform som erbjuder hemleverans av restaurangmat och andra produkter. Beställningen sker antingen via deras app eller hemsida. Genom Uber Eats-appen kan man antingen hämta upp sin beställning eller få den levererad av kurir.
Företaget är verksamt i över 6 000 städer och 45 länder, bland andra Sverige, USA, Storbritannien, Tyskland, Japan och Australien.

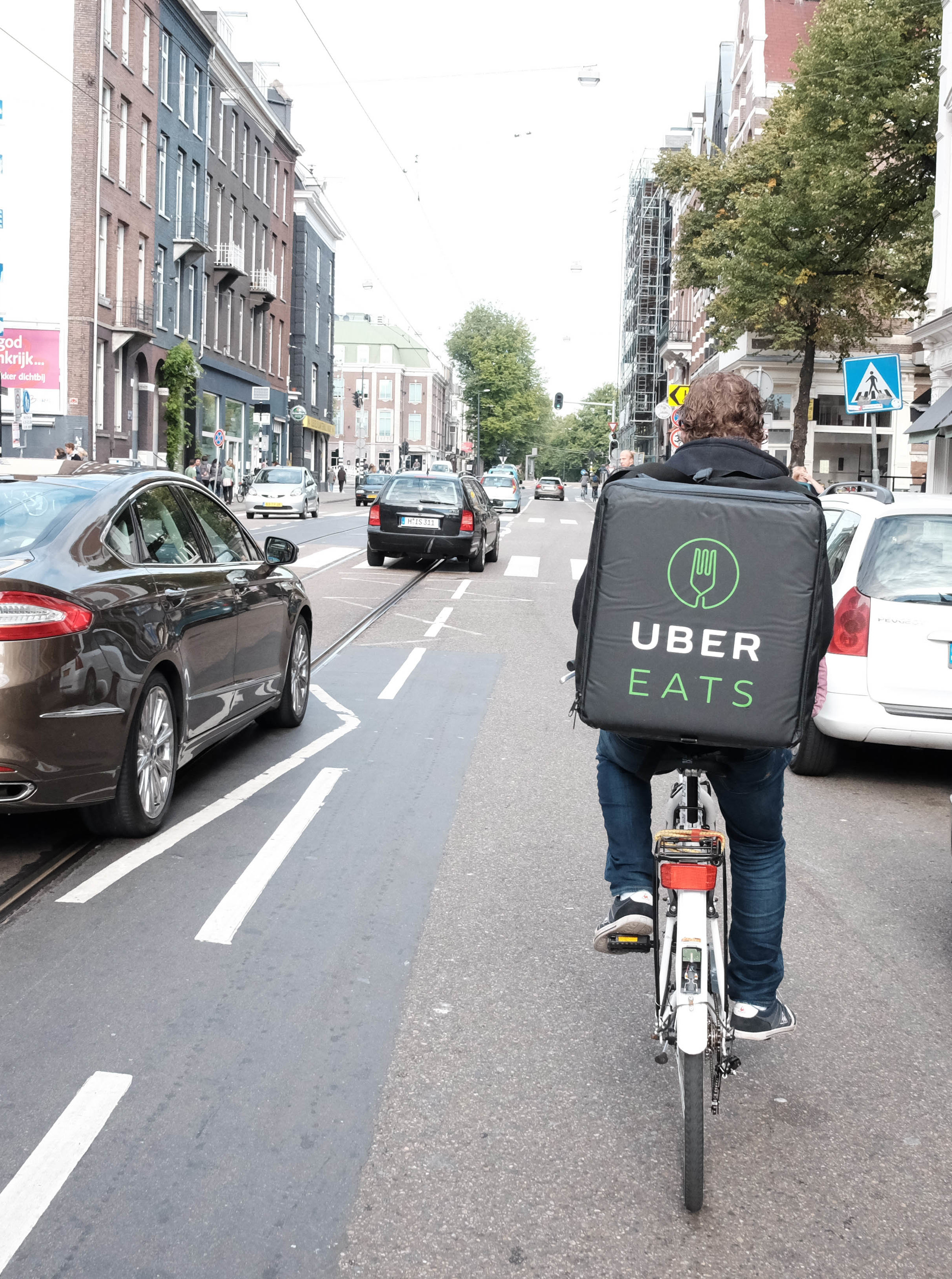
Cykelbud som arbetar för Uber Eats.

I Sverige finns Uber Eats tillgängligt i Stockholm, Göteborg, Malmö, Uppsala, Örebro, Norrköping, Linköping, Helsingborg och Lund. Bolagets konkurrenter i Sverige är Foodora och Wolt.
Bolaget lanserades 2014 i Los Angeles och hette ursprungligen UberFRESH men 2015 valde man att byta namn till Uber Eats. År 2016 valde man att lansera i Sverige, först i Stockholm.
Uber Eats ägs av moderbolaget Uber. Bolaget kategoriseras som ett företag inom gigekonomin.